# Dolžanka
Dolžanka je gorski potok, ki izvira v okolici planine Dolžanka ob južnem pobočju gorskega grebena Košuta v Karavankah in se v bližini zaselka Jelendol kot desni pritok izliva v Tržiško Bistrico.